# 红5
红5是一种广泛流传于中国安徽省大别山区民间（特别是安徽省安庆市太湖县）的一种扑克牌游戏。因为游戏规则中红5最大而得名。
红5类似与在中国大陆广为传播的升级有很大的相似之处，但因为红5有更复杂和更加公的游戏规则使得游戏更加具有竞技性。

## 发源地
红5起源于安徽省大别山地区，特别盛行于安徽省安庆市太湖县一带。

## 游戏规则

### 基础规则
红5使用两幅扑克牌，共计108张。四人分成两组（庄家和非庄家）来打，每人25张，剩下8张归庄家，同时庄家任选手上8张牌灭底。灭底的牌不可以中途拿起。庄家有守护这些底牌不被翻起的义务，所以庄家要竭尽全力保护最后一次出牌要大于非庄家的牌。一旦底被掀翻，那么底牌的分值(5,10,K)乘以2。

### 升级规则
红5的胜负是靠升级来决定的，谁的级别最高，谁就赢了。而升级一般是靠两人协作完成。庄家升级的条件是对方抢分不到80分升一级，不到40分升两级，0分生三级。抢分一方是120分升一级，160分两级, 200分三级。
抢分一方抢底牌分是一个很好的办法，因为底牌分是乘以2的.抢底的办法是在最后的时候，你的牌要比庄家的牌更大，那么庄家的底就要被翻起来。当然，如果庄家的牌不好，一般底牌里面的分就会很少。
底牌的分乘以2是抢底的唯一好处，不是下次坐庄的基础。

### 级牌
红5和80分升级是一样的，每个人都有级别。庄家所处的级别就是级牌。级牌从2开始，3因为是主牌副牌#参牌不打，5因为有红5不打，所以级牌分别是 2,4,6,7,8,9,10,J,Q,K,A。可以跳级，但是逢10 和K不允许越级，也就是说，打完9一定是打10，打完Q一定是打K。
每一轮游戏的级牌并不是依据上一轮游戏的分数决定的，这是因为每一个参赛者的级别并不都是一样的。即使是同一家的双方，也因为发牌和越级以及每次重新组合的原因而级别不一致，所以级牌的决定实际上是由庄家来决定的。

### 庄家和抢分
每个参赛者都会尽量确保自己称为庄家。称为庄家的条件是自己的级牌数要多余其他玩家，但每个庄家的级牌数不是一样的。比如，四个玩家的级别可能是2,4,6,8.那么各个参赛者分别亮出自己2,4,6,8的数量，数量多者为胜。
这是一种显著不同于其他升级玩法的规则，这个规则充分体现了公平性。因为没有玩家是要被迫和别人玩一样的，而是尽量亮出自己的级牌。
尽管级牌越多越好，但并不是会在最开始就纷纷把级牌亮出来。在最后8张底牌为抓之前，从上一轮的庄家开始，依次开始亮级牌，按照顺时针的顺序。比级牌只有一轮，不允许重复的.所以这时候要慎重决定。
级牌多者是庄家，如果是一样多，比照对子的数量，对子多者为胜。如果对子也一样，是依照亮牌顺序，先亮者为胜。主级牌的花色（也就是主牌的花色）理论上可以由庄家来决定。但实际情况并不是这样。比如庄家只有1张级牌（其他人没有级牌，或者不愿意亮），那么主牌的花色就是这张级牌的花色，庄家失去了叫色的权利。如果庄家是一对级牌，那么同样花色还是对牌的花色。玩家最希望拿到的是四张级牌，花色各不一样。这样以来，他就有叫色的权利。
因为叫色的权利不是总能行驶，同时考虑到自己亮出的级牌的花色和主牌的数量，所以并不是所有人都愿意拿出所有的级牌出来比，这也就是要规定比色只有一轮而不能重复的原因，否则在权衡利弊之后，玩家可以再添加级牌，这就失去了抉择的难度。
抢庄家是博弈的充分体现，很多玩家会很后悔自己当初的决定，但庄家本身也可能承受很大压力，因为底牌的质量和主牌的花色未必就是自己最满意的。

### 主牌副牌
所有牌分成主牌和副牌。
其中两张红桃5、两张大王，两张小王永远是主牌。红桃5大于大王，大王大于小王。
另外，有四张3（红桃，方块 或者黑桃，草花）也一定是主牌，但是不是取决于主牌的花色。如果主牌是红色的（红桃和方块），那么红桃3和方块3都是主牌，称作参（谋），反之黑桃或者草花3是参。其中，主牌花色相同的3大于另外的3。例如主牌是黑桃的，那么黑桃参大于草花参。
参小于小王，但参大于级牌。参牌的存在是红5显著不同于80分的地方。
级牌是仅此于参牌的主牌。
红5，王，参和级牌统称为公主，公主是主牌中的大牌，但是它们只能用来攻打对方的主牌，对付副牌是无能为力的。意思是说，如果对方出副牌，你出公主，则公主算贴牌，没有攻击力。公主的意思是不参与战争，它是统治者，它只对主牌有攻击力。
特别要指出的是，红5不仅没有攻击力，而且红5只能用来攻击主牌，意思是红5不能像大王小王以及参牌那样，玩家可以直接出这些牌。红5不能首先出，要在别人的主牌出现後用来攻击别的主牌。
因为这条规则，红5经常没有机会出去，一直留在玩家的手上。这是及其危险的事情，如果直到最后一刻，红5还是没有机会出去，那么红5被称作是烂5。一个烂5要倒退三级，两个烂5要倒退6级。倒退只发生在持有红5的人身上，而不累计到自己的朋友。如果庄家把红5灭底，直接变成烂5。烂5被对家俘获（红5本身也是分数），算50分而不是5分。
因为这条规则的存在，并不是所有玩家都希望红5出现，尽管它最大。有点玩家选择早早地把红5攻击别人，俘获5分，同时保险自己不会被罚级。这是退而求其次的战略，当然也有冒险的玩家，在最后的时候，红5力克大小王而威风四射。很多人称这玩的是心跳。
这也是整个游戏最为精彩刺激的地方，也是名字的由来。
出公主之外所有的主牌称为将牌，这些将牌就是由2,4,6,8,10,J,Q,K,A 组成，同时要除掉级牌。将牌具有双重攻击力，可以按照大小攻打对方的将牌，也可以攻打对方的副牌，但前提是该花色的副牌已经没有了。

### 毙牌规则
将牌可以用来攻击副牌，称作是毙牌。毙牌也是有规则的，并不是随意攻击。如果副牌是单牌就要单牌来攻击；如果是对子，就要用对子来攻击；如果是连队（拖拉机），那么相应的也要用拖拉机来攻击。如果副牌是杂乱的，那么将牌的顺序必须和副牌保持一致。比如，副牌是 3,55,6,9,k,那么将牌毙牌就只能用 4,66,7,10, A。为什么不能用3,55,6,9,k来毙呢，这是因为3本身是参牌，没有攻击力。如果毙牌含有3就算白帖了，没有攻击力。因为这样严格的要求，所以为了避免被主牌攻击，副牌往往是要凑成好几张一起出，减小被攻击的危险。很多高手玩家往往把副牌留到最后来出。
出杂乱的副牌通常称为甩牌。甩牌要遵循最大性，即杂乱牌中最小的单排要大于其他人所有的单排，对子要大于所有其他人的对子（自己的不要紧）。如果不确定而随便出牌，结果有比最小的牌大的牌，那么就要罚级。罚级的方法是出几张发几级，并且要出最小的那一张或者一对牌。

### 找朋友
红5是由四人组成两家来互相抗衡的。同一般纸牌游戏不一样，红5中并不是根据左右上下来组成两家的。相反，在红5中要依靠"找"朋友的方法来找到自己的对家，发现敌人。但实际情况是，敌我难分。
找朋友的方法就是由庄家在灭牌8张之后，出牌之前，叫出要找的对象。要找的对象是在除主牌之外的所有副牌的三个花色中的 2-10 （除掉3和级牌）叫一对。这一对牌理论上必须是在剩下的三个人手中，庄家自己是不能有其中一张或者一对的。但也有例外，庄家就是要找自己手上的牌（不论一对还是一张），那么庄家就是不和其他三人任何人一家，自己独干。这种情况相对比较少见，红5中想一敌三基本不可能。
庄家叫牌之后，最希望当然是对家赶紧投靠自己。投靠的办法就是第一个把这张被叫的牌出出来。但事与愿违，并不是其他人就愿意这样做。所以不到最后一刻，对方都不会亮出自己的牌。这里有两个原因：
1. 拿着这张牌的人不知道庄家的牌到底怎么样，值不值得投靠
2. 这对被叫的牌通常掌握在两个人的手上，所以在等对方投靠

因为没一轮庄家都要找朋友，所以自己的搭档不总是固定的，这也是红5最大的特色之一。可以这么说，每个人实际上都是独干，但是每一轮都要借助团队合作，力争使自己和对方赢，共同升级，但是升级完又去找别的玩家一起打。这是很有刺激性的地方。

## 游戏竞技性
游戏竞技性体现在以下几个方面：

### 抢庄家的博弈
红5中的抢庄家并非和80分或者其他很多类似的升级游戏一样，是依据上局的总分来决定的。这样有一个危险就是，如果庄家是有利的，它能将这种有利持续下去。游戏的争夺最后变成了庄家的争夺，使得游戏丧失一定的可玩性。
红5中的庄家根据的是当局（不是上局）所愿意向其他人展现的级牌数量来决定的。这里有几个因素决定了它能否称为庄家：
1. 他所拥有自己的级牌数量，而不是其他人的，体现了游戏的独立性；
2. 他愿意向其他人展现的级牌，这完全取决于因为级牌展现而影响的主牌和副牌的好坏权衡。这就要求当事者要衡量自己手上的牌，并且要预估剩留的8张牌的分布，同时还要预估由于自己现牌而给对手带来的利弊。这是一个复杂的博弈过程；

庄家的博弈，使得每个人，无论前一局是失败者还是胜利者，他们又再次回到了一个新的起点，重新开始了新一轮的博弈，每个人都有重新称为庄家的机会，而且是平等的。

### 严格毙牌规则更有挑战性
很多升级游戏中，一个简单的规则是所有主牌都大于副牌。这有一个很大的影响在里面，主牌越多，越有可能赢得游戏。这就丧失了游戏博弈的本性，而变成了一个随机的概率，没有体现游戏的公平性。
红5中，不仅为毙牌设定了最高上限（即A），而且还要求毙牌必须和副牌保持相同的阵型，这大大加大了打击的难度。好的副牌，同样可以制胜，而让一手主牌空得意一场，这可谓是红5的精髓。